# Heinz Tummel (Unternehmen)
Die Heinz Tummel GmbH & Co. KG ist ein inhabergeführtes Familienunternehmen, das in Schöppingen einen Schlachthof betreibt, in dem Schweine und Sauen geschlachtet und deren Hälften einschließlich der Nebenprodukte vermarktet werden.

## Geschichte
Das Unternehmen wurde 1974 von Heinz Tummel (1932–2011) in Schöppingen gegründet. Heinz Tummel entstammte einer Familie, die seit zwei Generationen Schlachtunternehmen betrieben. Er errichtete 1974 einen Schlachthof und baute den Betrieb in den folgenden Jahren aus.
1997 pachtete Westfleisch dort Räumlichkeiten für eine eigene Lohnschlachterei mit Zerlegebetrieb. Nachdem Westfleisch 2015 mit Danish Crown das Gemeinschaftsunternehmen WestCrown gegründet hatte, wurden der Zerlegebetrieb und die Vermarktung in dessen neu errichteten Betrieb in Dissen verlegt. Die Lohnschlachterei mit rund 350.000 Sauen pro Jahr verblieb in Schöppingen.
2004 stiegen die Söhne Josef und Ralf Tummel in die Geschäftsführung ein und führen das Unternehmen seit dem Tod von Heinz Tummel im Jahr 2011.
2011 wollte die Familie eine Mehrheit der Unternehmensanteile an Tönnies verkaufen. Das Bundeskartellamt untersagte den Erwerb.

## Produktionstätigkeit
Das Unternehmen schlachtete 2020 insgesamt 1,55 Millionen Schweine und behielt damit die Produktionshöhe der vorangegangenen zwei Jahre, mit der die Zugehörigkeit zu den zehn größten Schlachtbetrieben in Deutschland erreicht worden war. Rechnet man die für WestCrown geschlachtete Menge heraus, so bleiben rund 1,2 Millionen Tiere für die eigene Vermarktung.
Das Unternehmen erwirtschaftete 2022 einen Jahresumsatz von 307 Millionen Euro, was im Vergleich zum Vorjahr einen Anstieg um 30,10 % darstellt.

## Zertifizierungen
Der Betrieb in Schöppingen wurde von folgenden Instituten geprüft: QS, IFS, HACCP, Lacon Institut und TÜV Süd.